# Edie Adams
Edie Adams (* 16. April 1927 in Kingston, Pennsylvania als Elizabeth Edith Enke; † 15. Oktober 2008 in Los Angeles, Kalifornien) war eine US-amerikanische Sängerin, Film-, Fernseh- und Theaterschauspielerin.

## Privatleben
Edie Adams wurde als Elizabeth Edith Enke in Kingston, Pennsylvania geboren. Sie war von 1954 bis 1962 mit Ernie Kovacs verheiratet, mit dem sie eine Tochter hatte. Nach seinem Tod musste sie dessen Steuerschulden zahlen, wodurch Adams finanzielle Situation sehr belastet war und sie die Schulden nur mit Unterstützung von prominenten Freunden wieder begleichen konnte. Von 1964 bis 1971 war sie mit dem Fotografen Marty Mills und von 1972 bis 1989 mit dem Jazztrompeter Pete Candoli verheiratet. Die Schauspielerin litt an Krebs und starb im Alter von 81 Jahren an einer Lungenentzündung. Sie hinterließ ihren Sohn Josh Mills.

## Karriere
Edie Adams machte ihren Abschluss an der Columbia School of Drama und wurde anschließend an der Juilliard School ausgebildet. Ihre Karriere als Schauspielerin begann in den 1950er Jahren zunächst als Darstellerin in Fernsehfilmen. Zusammen mit Ernie Kovacs stand sie ab 1952 für dessen Fernsehserie vor der Kamera.
Später erhielt sie auch Rollen in Kinofilmen und war vor allem in den 1960er Jahren eine gefragte Nebendarstellerin. Dem Kinopublikum ist sie besonders durch zwei Nebenrollen bekannt geworden. In Billy Wilders Film Das Appartement (1960) spielte sie die Rolle der Sekretärin Miss Olsen, und in Delbert Manns Ein Pyjama für zwei (1961) überzeugte sie als naive Rebel Davis das Publikum. Adams bediente mit ihren Rollen vor allem das Stereotyp der bezaubernden Sängerin und der blonden Sexbombe.
Hauptbetätigungsfeld blieb aber das Fernsehen, in dem sie zahlreiche Gastauftritte in den unterschiedlichsten Serien übernahm. Von 1962 bis 1963 war sie Gastgeberin einer eigenen Fernsehshow, der Edie Adams Show. Lange Zeit war sie das Gesicht einer Werbesendung für Muriel Cigars, wofür sie den Zuschauern noch heute im Gedächtnis ist.
Neben ihrer Arbeit vor der Kamera, stand Edie Adams auch auf der Bühne. Sie spielte 1957 erfolgreich am Broadway in der Theateradaption des Comics Li’l Abner die Rolle der Daisy Mae und wurde dafür mit einem Tony Award ausgezeichnet.
In den 1970er Jahren stand sie oft mit ihrem damaligen Ehemann Pete Candoli auf der Bühne und sang in zahlreichen Nachtclubs.

## Filmografie (Auswahl)
- 1952–1956: The Ernie Kovacs Show (Fernsehshow, unbekannte Folgenzahl)
- 1957: Cinderella (Fernsehfilm)
- 1960: Das Appartement (The Apartment)
- 1961: Ein Pyjama für zwei (Lover Come Back)
- 1962–1963: The Edie Adams Show (eigene Fernsehshow)
- 1963: Bob auf Safari (Call Me Bwana)
- 1963: Ein Ehebett zur Probe (Under the Yum Yum Tree)
- 1963: Eine total, total verrückte Welt (It’s a Mad, Mad, Mad, Mad World)
- 1963: Verliebt in einen Fremden (Love with the Proper Stranger)
- 1964: Der Kandidat (The Best Man)
- 1966: Paris ist voller Liebe (Made in Paris)
- 1966: … denn keiner ist ohne Schuld (The Oscar)
- 1967: Venedig sehen – und erben… (The Honey Pot)
- 1968: Hoppla Lucy! (The Lucy Show, Fernsehserie, Folge 6x18)
- 1971: Evil Roy Slade (Fernsehfilm)
- 1972: McMillan & Wife (Fernsehserie, Folge 2x02)
- 1976: Harry O (Fernsehserie, Folge 2x16)
- 1978: Make-up und Pistolen (Police Woman, Fernsehserie, Folge 4x10)
- 1978: Viel Rauch um nichts (Up in Smoke)
- 1978: Love Boat (The Love Boat, Fernsehserie, 2 Folgen)
- 1979: Mrs. Columbo (Fernsehserie, Folge 1x01)
- 1979: Raquet – Aufschlag ins Glück (Racquet)
- 1980: Küß' ihn nicht beim ersten Date (Portrait of an Escort, Fernsehfilm)
- 1981: Vegas (Vega$, Fernsehserie, Folge 3x10)
- 1981: Fantasy Island (Fernsehserie, Folge 4x13)
- 1985: Mord ist ihr Hobby (Murder, She Wrote, Fernsehserie, Folge 1x10)
- 1985: Trapper John, M.D. (Fernsehserie, Folge 6x12)
- 1989: Aufs Kreuz gelegt (Jake Spanner, Private Eye, Fernsehfilm)
- 1989–1990: It’s Garry Shandling’s Show (Fernsehserie, 2 Folgen)
- 1990: Mann muss nicht sein (Designing Women, Fernsehserie, Folge 4x28)
- 1993: Stadtgeschichten (Tales of the City, Miniserie)
- 2004: Great Performances (Fernsehserie, Folge 33x07)